# Smolyan

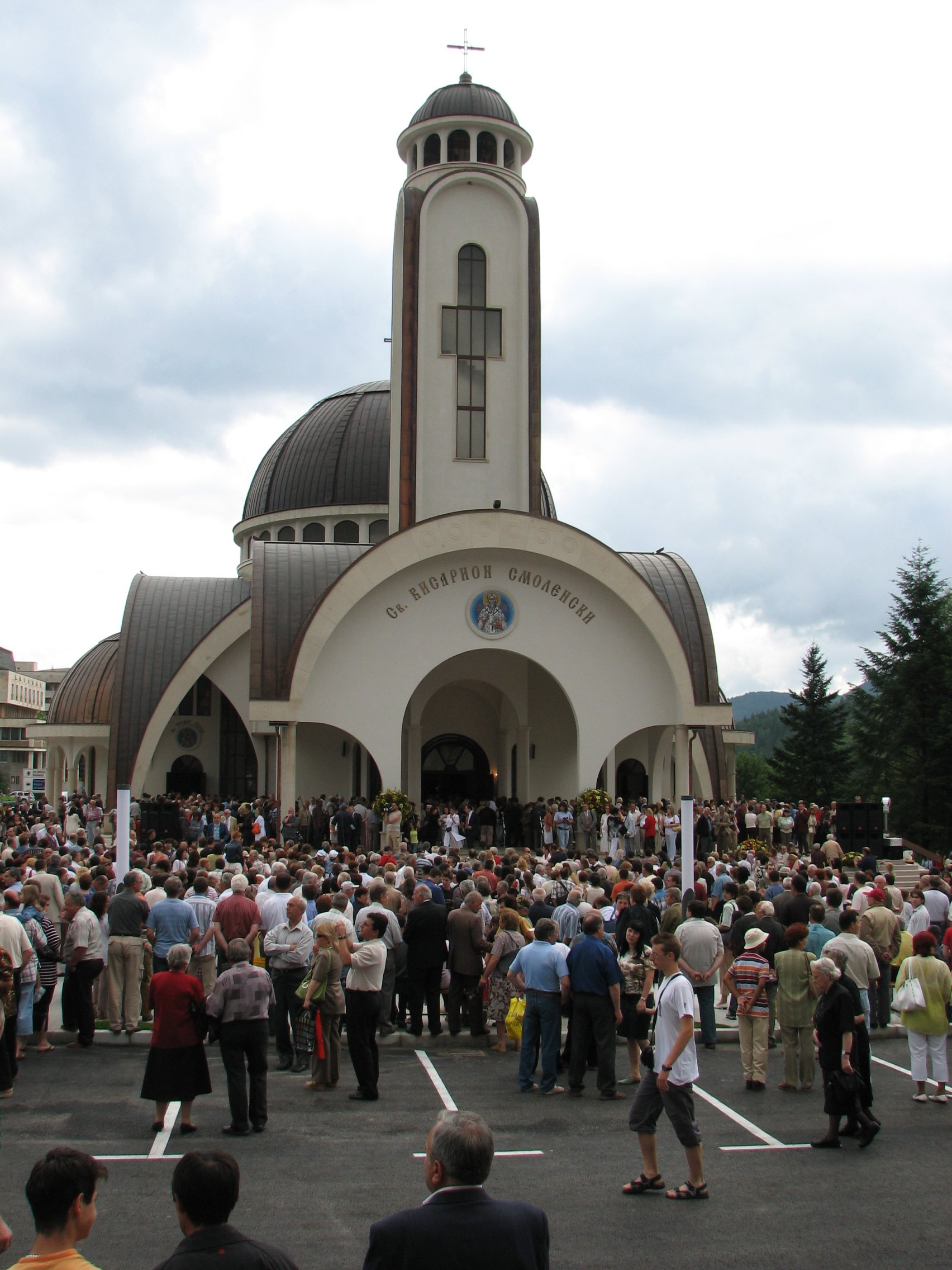

Smolyan ou Smoljan (búlgaro: Смолян) é uma cidade da Bulgária localizada no distrito de Smolyan.
O nome da cidade é uma referência à tribo eslava dos esmolenos (smolyani em búlgaro medieval), que habitava a região.

## População
| Smolyan | Smolyan | Smolyan | Smolyan | Smolyan | Smolyan | Smolyan | Smolyan | Smolyan | Smolyan | Smolyan | Smolyan | Smolyan | Smolyan | Smolyan | Smolyan | Smolyan | Smolyan | Smolyan | Smolyan |
| --- | ------- | ------- | ------- | ------- | ------- | ------- | ------- | ------- | ------- | ------- | ------- | ------- | ------- | ------- | ------- | ------- | ------- | ------- | ------- |
| Ano | 1887    | 1910    | 1934    | 1946    | 1956    | 1965    | 1975    | 1985    | 1992    | 2001    | 2002    | 2003    | 2004    | 2005    | 2006    | 2007    | 2008    | 2009    | 2010    |
| População |         |         |         | 5,406   | 7,472   | 17,448  | 28,492  | 31,539  | 34,086  | 33,091  | 32,929  | 32,712  | 32,347  | 32,110  | 31,988  | 31,979  | 31,922  | 31,848  | 31,718  |
| Fontes: Instituto Nacional de Estatísticas, „citypopulation.de“, „pop-stat.mashke.org“, Bulgarian Academy of Sciences |         |         |         |         |         |         |         |         |         |         |         |         |         |         |         |         |         |         |         |